# 袁市镇
袁市镇，是中華人民共和國四川省鄰水縣下辖的一个乡镇级行政单位。2019年12月，撤销关河乡和龙桥乡，将所属行政区域划归袁市镇管辖。

## 行政区划
袁市镇下辖以下地区：
光明社區、團結社區、袁市廟村、團壩村、樹埡村、增產村、石河村、崇石村、萬勝村、天華村、大光明村、沙堰村、長岩村、石坎村。